# Policeman (film)
Policeman é un film del 1971 diretto da Sergio Rossi.

## Trama
Per aiutare la sua famiglia, un giovane del Sud diventa un poliziotto, dove impara a usare la violenza e a odiare chiunque si opponga all'ordine costituito.